# Ciceu-Mihăiești
Ciceu-Mihăiești (en hongrois : Csicsómihályfalva) est une commune du județ de Bistrița-Năsăud en Transylvanie (Roumanie).